# 莊應禎
莊應禎（1519年—1607年），字希周，號石坡，福建泉州府惠安縣人，軍鹽籍，明朝政治人物。

## 生平
嘉靖十六年（1537年）丁酉科福建鄉試第二十名，嘉靖二十六年（1547年）丁未科三甲五十六名進士。吏部觀政，初授绍兴府推官，改袁州府，擢升刑部主事，三十四年闰十一月改任尚寶司司丞。历升广西布政司参议、湖广按察司副使，隆慶元年（1567年）二月升广西右参政，二年八月升本省按察使，三年九月升广东右布政使，五年正月考察以不謹閑住。著有《芝園摘稿》。

## 家族
曾祖莊廷愛；祖莊元璣；父莊璋。母何氏。严侍下。兄應鴻、應文、應會。子以荐、以夔、以荩、以茂。孫莊毓慶，以荐子，辛丑進士。